# 錢洙
錢洙（？—1742年），號恪齋，浙江嘉興人，清朝官員，1740年任台灣知府。

## 生平
康熙戊子舉人。1729年，錢洙以蔭生身分前往台灣鳳山擔任知縣（範圍約為台灣高屏兩縣）。乾隆元年（1736年），任福建泉州府知府。1740年，再回調升任台灣府知府。1742年卒於任。